# パラレリピペドゥスオオクワガタ
パラレリピペドゥスオオクワガタ（学名：Dorcus parallelipipedus）は、コウチュウ目・クワガタムシ科・クワガタ属・ドルクス亜属の1種であり、オオクワガタの仲間では小型種である。
最も古く（1758年）に命名されたドルクス属（Dorcus）の基準種とされている。
和名には他に「コツノオオクワガタ」「ヨーロッパオオクワガタ」が古くからあるが、日本国内で商業流通するようになってからは、本項のように種小名で呼ばれることが多くなった。

## 形態
オスの体長は16－30mm、メスの体長は17.5－26mm。 
オオクワガタの仲間では小型種であるが、オオクワガタらしい特徴を備えている。
大アゴは大きく湾曲し、小型であっても明確な内歯（内側のトゲ）が1つあり、大きめ個体では大アゴ付根近くの突起も存在する。
広範囲に分布するが個体変異は確認されていない。

## 分布
ヨーロッパからアフリカ北部、中近東、ロシア

## 生態
ロシア〜トルコ、アフリカ北端部まで広範囲に分布し、郊外や都市近郊の広い公園にも生息し、個体数は大変多い。ヨーロッパに生息するクワガタムシとしては最普通種であり、生態系上のニッチは日本のコクワガタに相当する。
成虫は、夜行性であり、カシワ類などの樹液に集まる。
幼虫は、太めの切り株など、やや湿度が保たれているカシワ類などの朽木の中で生活し、その朽木を食べて育つ。

## ギャラリー

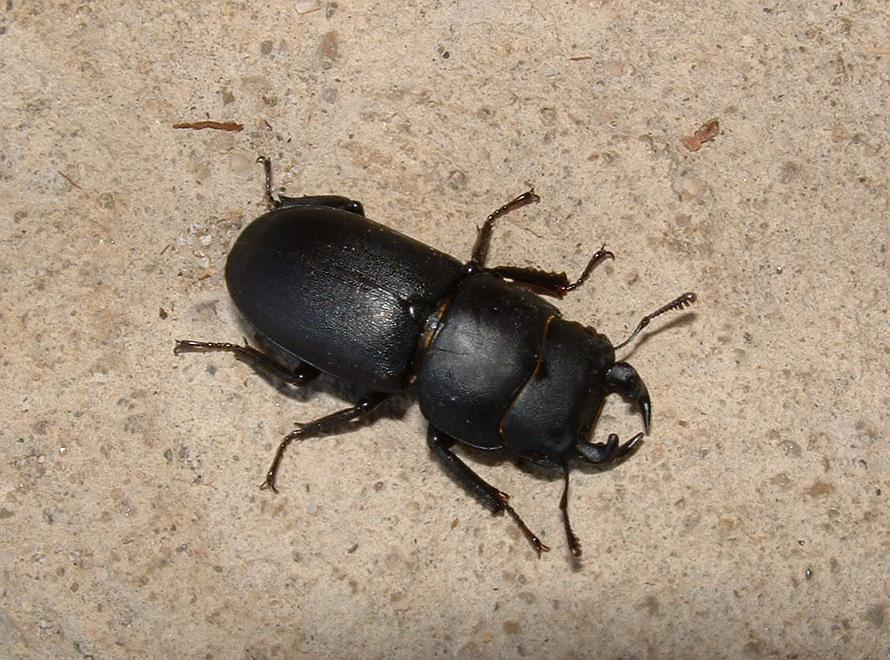
成虫のオス（♂）
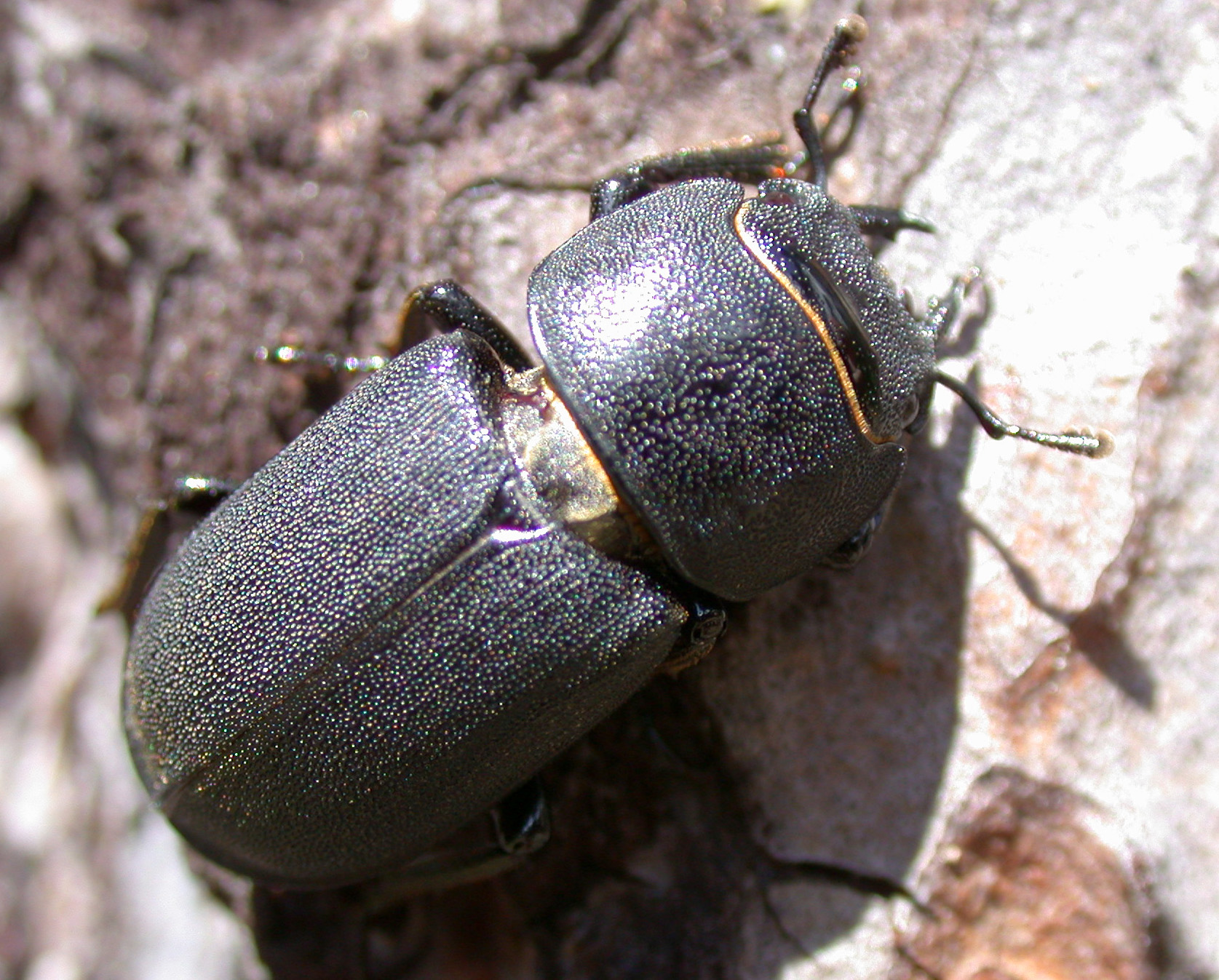
成虫のメス（♀）